# Benalu

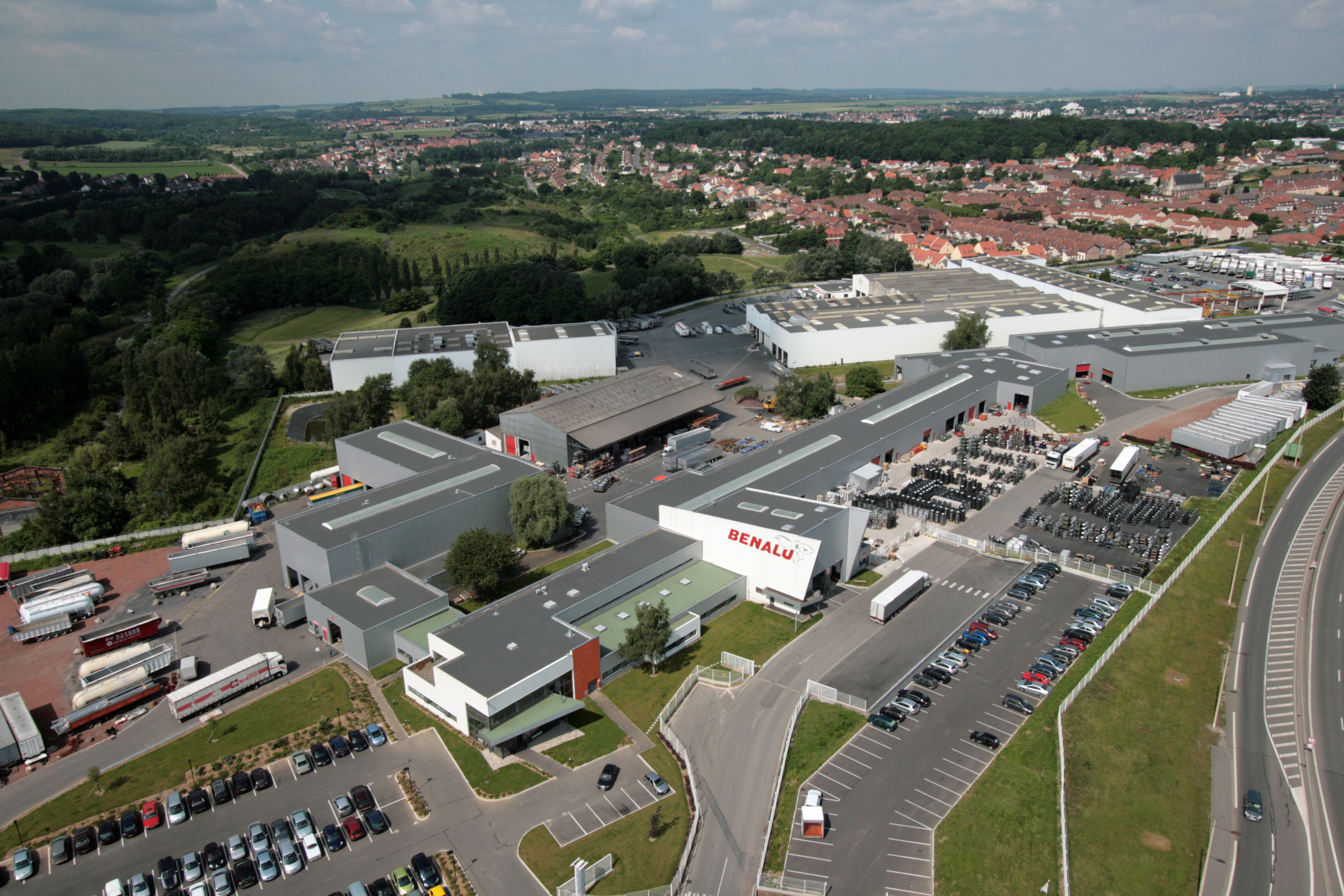
Firmenzentrale in Liévin

Benalu ist ein französischer Hersteller von Aufliegern und Anhängern für den Einsatz im Güterkraftverkehr sowie der Landwirtschaft. Das Unternehmen führte als erster Anbieter weltweit komplett aus Aluminium gefertigte Auflieger in Leichtbauweise ein und ist in diesem Produktsegment Marktführer. Zur gleichnamigen Unternehmensgruppe zählen auch die Marken Bennes Marrel, Maisonneuve und Mega. Gesamteigentümer ist die 2006 gebildete Holding Arcole Industries mit Sitz in Paris.

## Geschichte
Gegründet wurde das Unternehmen 1967 von den beiden Ingenieuren Hubert Pora und Dominique Bonduelle. Bereits 1970 begann der Export der eigens entwickelten Nutzfahrzeuge ins Ausland. 1974 fusionierte man mit den Unternehmen Hydraulique Artois und Somevi. 1988 erwarb der französische und mittlerweile zur polnischen Unternehmensgruppe Wielton gehörende Wettbewerber Fruehauf die vollständigen Anteile an dem Unternehmen.
2000 kam es zu einer weiteren Fusion mit den Unternehmen General Trailers und Blond Baudouin. Drei Jahre später erwarb die Unternehmensgruppe Caravelle das Unternehmen und in der Folge wurde es 2006 in eine Aktiengesellschaft umfirmiert.2010 erwarb das Unternehmen den französischen Wettbewerber Bennes Marrel, der Erwerb des polnischen und seit 2019 auch in Deutschland aktiven Herstellers Mega erfolgte wiederum 2017.